# Anna Waser
Pour les articles homonymes, voir Waser.
 (avril 2025).
Anna Waser (1678-1714) est une dessinatrice, peintre et graveuse suisse rattachée au baroque. Elle est connue pour être la première femme peintre de l'histoire de l'art suisse.

## Biographie
Selon le centre d'histoire de l'art Rijksbureau voor Kunsthistorische Documentatie, Anna Waser, née le 16 octobre 1678 à Zurich, est le cinquième enfant d'une riche famille établie dans cette ville. Ses parents, Esther Müller et le bailli Johann Rudolf Waser, vont l'encourager très tôt à développer son talent de dessinatrice. Vers l'âge de douze ans, son père la place auprès d'un certain Johannes Sulzer (1652–1717), à Winterthour, pour qu'elle se perfectionne en dessin et en peinture, puis, âgée de 14 ans, elle est envoyée à Berne, auprès du maître Joseph Werner, l'un des principaux représentants de la peinture suisse. De cette époque date son Autoportrait sur lequel on peut voir Sulzer. Elle est durant quatre ans l'une des seules filles parmi les nombreux garçons apprentis dont s'entoure Werner. Anna retourne ensuite chez ses parents et reçoit alors diverses commandes de portraits de la part de familles bourgeoises zurichoises et gagne en réputation au-delà du pays, au point qu'en 1699, le mécène et collectionneur allemand, le comte Wilhelm Moritz von Solms-Greifenstein (1651-1720), la convoque en son château de Braunfels (Hesse), et la nomme peintre officielle à la cour.

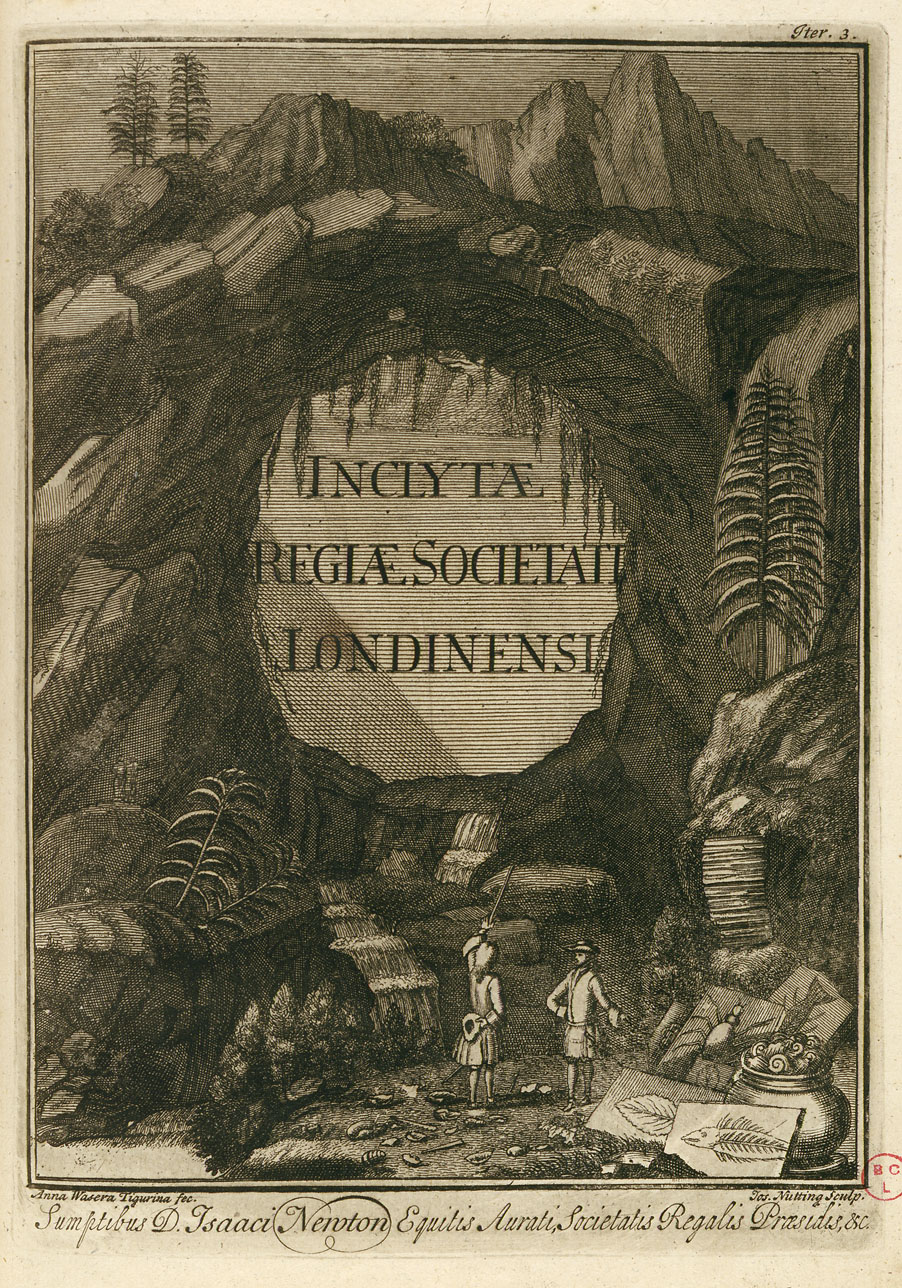
Frontispice de Inclytae Regiae Societati Londinensi (Londres, 1723), recueil en l'honneur de la Royal Society et Isaac Newton : le motif, dessiné par Anna Waser, est gravé par Joseph Nutting.

Son destin d'artiste est bientôt contrarié : en 1702, alors qu'elle devait effectuer un voyage d'étude à Paris, elle doit revenir à Zurich pour assister sa mère tombée malade ; son frère Rudolf est quant à lui parti en Hollande comme chapelain auprès des forces militaires, en pleine guerre de Succession d'Espagne. Outre des commandes de miniatures pour des personnalités, elle exécute alors quelques scènes pastorales de petits formats, qui sont également remarquées en son temps ; le Bénézit précise qu'elle a fait les portraits en miniature de personnalités hollandaises et anglaises. En 1708, avec ses deux sœurs, Anna Maria et Elizabeth, elle produit des vignettes calligraphiées. Lors de la mise à jour du Teutsche Academie par Jacob, le neveu de Joachim von Sandrart, elle fait parvenir à celui-ci des dessins exécutés à la pointe d'argent représentant son portrait et quelques travaux, mais l'ouvrage n'est jamais paru du fait de la mort de l'éditeur. Son autoportrait de profil, regravé, sera repris par Jean-Baptiste Descamps pour figurer dans La Vie des Peintres Flamands, Allemands et Hollandois en 1764, la notice comporte cependant quelques erreurs.
L'un de ses derniers dessins date de 1711 ; elle est décrite par des témoins comme éteinte, son art s'étiolant ou se raréfiant.
Anna Waser meurt à Zurich, Münstergasse, le 20 septembre 1714, âgée de 35 ans, victime d'une chute.

## Postérité
La plupart de ses peintures, admirées par ses contemporains, ainsi que les envois pour le Teutsche Academie, ont disparu ou n'ont pu encore être identifiés. Il ne reste que vingt-cinq dessins à la pointe d'argent ou à la sanguine, son autoportrait de 1691 et quelques traductions de scènes champêtres et allégoriques en gravures, notamment imprimées à Londres dans les années 1720.
En 1913, l'une de ses descendantes, la romancière Maria Waser (1878–1939), publie sa biographie.
En 1998, la Gesellschaft zu Fraumünster (Guilde des femmes peintres) lui rend hommage en l'incluant parmi ses membres historiques.